# Être et avoir
Pour le livre, voir Gabriel Marcel#Philosophie.
Pour plus de détails, voir Fiche technique et Distribution.
Être et avoir est un documentaire français réalisé par Nicolas Philibert. Présenté en sélection officielle au Festival de Cannes en mai 2002 et sorti en France le 28 août 2002, le film suit pendant une année scolaire un instituteur et sa classe unique d'enfants de 4 à 11 ans dans une école communale située à Saint-Étienne-sur-Usson, dans le parc naturel régional Livradois-Forez, en Auvergne.
Être et avoir a été bien accueilli par les critiques qui ont salué sa simplicité et souligné l'émotion dégagée par les acteurs. Le travail de montage de Nicolas Philibert a été récompensé par un César et le film a reçu de nombreux prix. À la surprise du réalisateur, le film a rencontré un grand succès auprès du public et a été vu par près de deux millions de spectateurs en France et plus d'un million au total dans les dix-sept pays où il est sorti. Il a été le vingtième film le plus vu au cinéma en France en 2002 et représente le plus important succès en salle pour un documentaire non animalier.
Par la suite, le film a fait l'objet d'une polémique lorsque, face au succès rencontré, l'instituteur ainsi que des familles des enfants filmés ont estimé avoir été abusés par le réalisateur et ont réclamé leur part sur les bénéfices du film ainsi qu'un droit sur l'utilisation commerciale de leur image, ce qui a relancé le débat sur l'avenir des films documentaires.

## Synopsis
Dans un petit village d'Auvergne, l'école primaire est assurée par un unique instituteur, Georges Lopez, qui accueille dans sa classe une quinzaine d'enfants dont le niveau va de la maternelle au CM2. Le documentaire s'intéresse aux conditions d'enseignement et de vie dans ce cadre particulier, aux relations qui se tissent entre les élèves et leur professeur, ainsi qu'au rapport entre l'enseignant et les parents d'élèves. L'approche pédagogique de l'instituteur est mise en avant.
Le documentaire ne comporte aucune voix off.

## Production

### Naissance du projet
L'apprentissage de la lecture et la question de « vivre ensemble » sont un thème que le réalisateur Nicolas Philibert a toujours voulu aborder. Au printemps 2000, il souhaite réaliser un documentaire sur le monde rural et en particulier sur les difficultés financières rencontrées par certains paysans. C'est en prospectant qu'il eut alors l'idée de réaliser un film sur la vie d'une école d'un petit village.

### Choix de l'école
Nicolas Philibert souhaitait une école située dans un milieu rural, de moyenne montagne, avec des hivers longs et rigoureux et son choix s'est porté sur le Massif central. L'école ne devait avoir qu'une classe unique, un effectif réduit, comprenant des élèves de la maternelle au CM2. La classe devait enfin être spacieuse afin que l'équipe de tournage puisse s'y déplacer sans gêner l'instituteur et les élèves et lumineuse pour ne pas nécessiter un éclairage artificiel.
Les recherches ont duré cinq mois et après avoir localisé 400 écoles et visité une centaine, le choix de Nicolas Philibert s'est porté sur l'école de Saint-Étienne-sur-Usson, dans le Puy-de-Dôme, au cœur du parc naturel régional Livradois-Forez.

### Tournage
Le tournage s'est déroulé de décembre 2000 à juin 2001 pour une durée totale de dix semaines réparties en six périodes. Afin de se faire connaître et accepter par la classe, l'équipe de tournage, composée de quatre personnes, Nicolas Philibert, un chef opérateur, un assistant caméra et un ingénieur du son, a passé la première journée a expliquer à quoi servait tout le matériel. Durant les différentes séances de tournage, le réalisateur a pris des notes sur la progression des élèves, les saisons, les changements météorologiques et le temps et a également tourné de longs plans extérieurs afin de rythmer la vie de l'école au cours d'une année.

## Fiche technique
- Titre : Être et avoir
- Réalisation : Nicolas Philibert
- Production : Gilles Sandoz, Serge Lalou
- Société de production : Maïa Films, Les Films d'ici
- Musique : Philippe Hersant
- Photographie : Christian Guy
- Montage : Nicolas Philibert
- Pays d'origine :  France
- Langue de tournage : français
- Format : couleurs - 1,66:1 - 35 mm - Dolby SR
- Genre : documentaire
- Durée : 104 minutes
- Date de sortie : présentation au Festival de Cannes le 19 mai 2002, sortie nationale le 28 août 2002
- Récompense : sélection officielle à Cannes - César du meilleur montage - Prix Louis-Delluc - Étoile d'or du film - Prix du cinéma européen

## Intervenants
- Georges Lopez, l'instituteur
- Alizé, élève
- Axel, élève
- Guillaume, élève
- Jessie, élève
- Johan (« Jojo »), élève
- Johann, élève
- Jonathan, élève
- Julien, élève
- Laura, élève
- Laura, élève
- Létitia, élève
- Marie-Elisabeth, élève
- Nathalie, élève
- Olivier, élève
- Franck, élève
- Kevin, élève
- Jérome, élève
- Magali, élève
- Léa, élève
- Océane, élève
- Thomas, élève
- Valentin, élève
- Valentin, élève
- Famille Chanimbaud
- Famille Dujardin
- Famille Garrido
- Famille Jeune
- Famille Lacombe
- Famille Olléon
- Famille Ponte
- Famille Rochès
- Famille Thouvenin

## L'affaireÊtre et avoir
Une procédure judiciaire a opposé, longtemps après la sortie du film en août 2002 et en raison de son succès, l'instituteur, personnage principal du documentaire, ainsi que les parents d’élèves, à la production du film. Après avoir fait la promotion du film, Georges Lopez a revendiqué un droit d'auteur sur le cours donné à ses élèves tel qu'il est reproduit dans le documentaire, un droit d'auteur sur le documentaire lui-même en tant qu'auteur du texte parlé et des droits en tant qu'artiste-interprète du film. Il affirmait aussi que son droit à l'image avait été atteint. Le tribunal de grande instance de Paris a rejeté ses demandes le 27 septembre 2004, car il n'avait pas exprimé ses revendications avant le tournage du documentaire. La cour d'appel de Paris a confirmé ce jugement le 29 mars 2006 en estimant que le cours oral donné à ses élèves ne relevait pas des œuvres de l'esprit protégées par le Code de la propriété intellectuelle et que le personnage d'un film documentaire ne peut être considéré ni comme un interprète, ni comme un coauteur car la part de création dans un film documentaire est due aux seuls choix faits par le réalisateur et l'équipe de production. La cour a enfin estimé que l'instituteur avait clairement, quoique tacitement, consenti à l'utilisation de son image dans le film, y compris dans ses utilisations dérivées.
Le 13 novembre 2008, l'arrêt de la Cour d'appel de Paris a reçu pleine confirmation en cassation.
La Cour européenne des droits de l'homme a à son tour débouté Georges Lopez dans un arrêt rendu le 23 mars 2010. La cour a jugé qu'avoir participé sans consigne, ni direction, à la campagne de promotion n'est pas constitutif d'un lien de subordination qualificatif d'un contrat de travail. Et que n'ayant pas de contrat de travail, le professeur ne pouvait prétendre à l'espérance légitime d'une créance.

## Distinctions
Être et avoir a été sélectionné à de nombreux festivals et a remporté trois prix,,,.
Ce film fait partie de la Liste du BFI des 50 films à voir avant d'avoir 14 ans établie en 2005 par le British Film Institute.

### Récompenses
- Festival de Valladolid 2002 - Prix « Tiempo de historia »
- Prix Louis-Delluc 2002
- Prix Méliès 2002
- Prix du cinéma européen 2022 : meilleur film documentaire
- César 2003 : César du meilleur montage pour Nicolas Philibert
- Étoile d'or du film 2003
- Festival du film français de Florence : Grand Prix
- Festival du film francophone de Tübingen : Prix de Tübingen
- Union de la presse cinématographique belge : Prix Humanum 2002 de l'UPCB / UBFP -

### Nominations et sélections
- Festival de Cannes 2002 : sélection officielle - hors compétition
- César 2003 :
  - Meilleur réalisateur
  - Meilleur film
- Festival international du film de Toronto 2002 : Real to Real
- Festival international du film de Busan 2002 : films sélectionnés
- Festival du cinéma français de Prague 2002 : films sélectionnés
- Festival du film français d'Athènes 2003 : longs-métrages sélectionnés
- Festival du film de New York 2002 : films français sélectionnés
- Festival du film français de Richmond 2003 : courts-métrages
- Festival international du film de Melbourne 2002 : films français sélectionnés
- Festival international du film de Rotterdam 2003 : sélection officielle long-métrage
- Viennale 2002 : sélection officielle - longs-métrages
- French Film Festival UK  2003 : sélection
- Festival international du film d'Istanbul 2003
- Festival international du film de São Paulo 2002 : films sélectionnés
- Festival du cinéma français de Sydney 2003 : programme court-métrage
- Festival du film français de Yokohama 2003 : longs-métrages